# 파도바 대학교
파도바 대학교(Università degli studi di Padova, 약칭 UNIPD)는 이탈리아 베네토주 파도바에 위치한 이탈리아의 명문대학들 중 하나이다. 1222년에 설립되었고, 세계의 초기 대학들 중 하나이며, 이탈리아에서 두 번째(세계에서는 여섯 번째)로 오래된 대학이다.
이 대학의 간판인 의과대학은 13~19세기에 걸쳐 유럽 최고의 의과대학으로 수 많은 의학자들을 배출하였는데, 순환기내과와 병리해부학의 발상지로도 유명하다. 세계대전 패전 등을 겪으며 의학연구의 중심지가 영미권으로 재편된 현재에도 이탈리아 최고의 의과대학으로 평가받고 있다.
2007년 기준으로 약 6만3천명의 학생들이 재학 중이고, 2천3백5십명의 교수 및 강사들이 재직 중이다. CENSIS에 따르면 2001년부터 2017년까지 이탈리아의 4만명 이상 재학생들을 가진 대학들(종합대학) 중에서 17년 연속 최고의 대학으로 선정되었다. US NEWS에 따르면 2014년부터 2023년까지 이탈리아의 종합대학 중 10년 연속 최고의 대학으로 선정되었다.

## 역사
파도바 대학은 볼로냐 대학교의 많은 학생과 교수들이 학문 연구에 있어 최대한의 자유를 찾아 떠나 설립되었으나, 이미 그 이전부터 파도바에는 법학교와 의학교가 존재하였다. 1222년은 파도바대학 설립을 법적으로 인증한 해로써, 이후 법적인 관습에 의거 그 해를 대학의 설립연도로서 간주하고 있다.
초기에는 민법과 교회법을 가르치는 법학교로서 존재하였으나, 이미 1250년 즈음부터 의학과 기술 교육도 시작되었다고 한다.
1399년에 기술학교(Universitas Artistarum, 천문학-변증법-철학-문법-수사학)가 법학교(Universitas Iuristarum, 민법-교회법-신학)로부터 독립하게 된다. 이것은 프란체스코 2세 다 카라라의 개입으로써, 그 해부터 각각 동등한 권리와 특권, 2명의 총장을 두는 2개의 대학교로서 존립케 되었다. 이러한 형태로 유지된 파도바대학교는 초기에는 6년제 과정을 유지하였으나, 1500년대에는 5년제로, 그리고 1700년대에는 4년제로 학제에 변화가 오게 된다. 파도바대학교의 학생들은 수업(lectiones)에 출석해야 했고, '학습(repetitiones)-질문(questiones)-토의(disputationes)'로 구성된 학업활동을 따라야 했다고 한다. 유럽 전역에서 학생들이 들어오기 시작할 무렵, 학생들은 2개의 Nazioni라는 그룹으로 구분되었다(이탈리아 학생들을 위한 Natio Citramontana(알프스 이남의 학생들;파도바가 알프스와 가깝기 때문)와, 외국인 학생들을 위한 Natio Ultramontana(알프스 너머로부터 온 학생들), 이후 1831년 하나의 대학으로 재결합한다).
1405년 베네치아 공화국 치세에 이르러, 파도바대학교는 절정의 황금기를 맞는다. 1400년부터 1600년에 이르는 시기 동안 대학은 국제적인 학문과 연구의 중심지로 거듭났고, 베네치아 공화국이 그 자유로운 학문과 연구를 보장하였기에 파도바는 문화의 중심지가 되었으며, 베네치아 공화국의 세레니시마라는 정치경제 시스템 아래서 그것이 가능하였다. 바로 이 황금기에 파도바대학교는 'Universa Universis Patavina Libertas(파도바의 자유, 그 누구에게나, 그리고 모두를 위해 )'라는 모토를 삼고, 유럽 과학의 중심지로서 발돋움하게 되었다. 1493년에 이르러, 법학교(Universitas Iuristarum)는 숫소휘장 아래 여관(Hospitium Bovis)으로 쓰이던 건물을 보다 넓히고 개조하여, 보라는 이름으로 잘 알려진 오늘날의 본관 건물로 이전하였고, 중세 이후의 각 서유럽 국가들의 통치구조 재편을 위한 법리와 법률에 관한 과학적 연구와 방법론으로 명성을 높이게 된다.
1543년 내과 및 해부학장이었던 안드레아스 베살리우스는 해부학의 창시자로 인체조직에 대하여(全 7권)을 통해서 이탈리아는 물론이거니와, 유럽 전역에 해부학에 대한 큰 관심을 불러 일으켰으며 동시에 유럽 도시마다 해부학 교실을 여는 계기가 되었다고 한다.
1545년 세계에서 두 번째로 식물원이 개장되었다(피사대학교의 식물원이 세계 최초로 1544년 개장식을 열었으나, 실제로는 개장되지 못했다고 해서 논의의 여지가 있다고 한다)
1584년 1월 23일, 지롤라모 화브리치 다쿠아펜덴테가 의학계에서 세계 처음으로 운영한 해부학 교실이 문을 열게 된다. 이 해부학 교실의 구조 설계는 조반니 바티스타 모르가니같은 탁월한 의학자들의 공로덕분에 가능했으며, 이로써 유럽에서는 근대 해부학 교육이 정립되게 된다. 1592년에서 1610년 사이에 갈릴레오 갈릴레이는 수학 교수로 재직하면서 파도바에서의 18년을 학문적 성공과 함께 스스로 가장 행복했던 시간이었다고 말한다. 그가 토스카나로 돌아가고 학계를 떠난 후에도, 자연과학의 학제적 분야에서 지대한 영향을 미쳤다. 18세기를 거치면서, 베네치아 공화국의 정치경제가 급격히 몰락하는 가운데 파도바대학교도 쇠퇴를 맞이하게 된다. 하지만 조반니 바티스타 모르가니, 안토니오 발리스네리, 조반니 폴레니 등과 같은 당대 최고의 교수진 덕분에 유럽의 인문 및 자연 과학 분야에서 계속하여 두각을 나타낼 수 있었다. 19세기에는 프랑스, 오스트리아 헝가리 제국 등에 지배 받았고, 1867년 끝내 이탈리아 왕국에 병합되게 된다.

본관 Cortile nuovo

1797년과 1813년 사이의 정치적 혼란기 와중에, 많은 시모네 스트라티코, 레오폴도 마르코 안토니오 칼다니, 안토니오 콜랄토, 주세페 아반치니, 스테파노 갈리니 등과 같은 훌륭한 교수들이 정직 혹은 면직 처분에 놓이게 되었다. 민족 해방사가이자 우국지사인 카를로 레오니에 의하면, 파도바대학의 교수들과 학생들은 민족 해방운동에 매우 소극적이었다고 한다. 그러나 1848년 2월 8일, 재학생 2명의 죽음, 대학의 일시적 폐쇄, 재학생 73명의 제적, 그리고 4명의 교수의 파면으로 말미암아 오스트리아 제국에 대항하는 학생들의 대대적인 저항이 일어나게 되었다. 이어 더 큰 충격은 되려, 이탈리아 왕국의 정부 아래서 비롯되었다. 17명의 교수들을 정직시켰고, 농업-수의-신학교 등을 문 닫게 했고, 덜 근대적인 이탈리아식 대학 모델을 위해 오스트리아식 모델을 포기하게금 하였으며, 그리고 로마 라 사피엔차 대학교를 중심대학이자 더욱 중요한 대학으로 만들고자 많은 교수들을 로마로 전직하게 하였다. 1859년 가브리오 카사티가 공표했던 고등교육 개혁으로, 1872년 5월 12일 법률 1821호에 따라서 파도바대학교는 왕국의 다른 대학교들과 차이가 없도록 하였고, 그 개혁 법안에 맞게 변하게 되었다. 그리하여 파도바에는 법학-의학 및 외과학-문학 및 철학-수리과학-자연물리학 등의 이름을 포괄하는 단지 4개의 학부대학으로 구성되게금 하였고, 단 한 명의 학장을 두게 하였다. 19세기 후반을 지나며, 어쨌든, 공학부(1876년), 약학부(1933년), 정치과학부(1924년) 등이 새로이 추가되면서 파도바대학교는 느리지만 팽창의 시기를 갖게 된다. 20세기 초, 수학 대학원은 유럽 내에서 가장 중요한 수학 대학원들 중 하나로서 자리매김하였다. 1943년, 위대한 총장 콘체토 마르께지는 공개적으로 학생들에게 파시즘에 대항해 일어나 싸울 것을 촉구하였다. 나찌파시즘으로부터의 해방운동에 기여한 공로로, 파도바대학교는 이탈리아 대학으로서는 유일하게 발롱도르 군사훈장을 수여받았다.
1995년 이탈리아 대학들을 위한 보다 확대된 자치성을 법률로써 보장할 수 있는 길이 열렸고, 파도바 역시 그 대학의 독립성 보장 위한 새로운 자치법을 제정하여 보호하고 있다.

## 학부과정
파도바대학교에서는 13개의 학부대학에서 넓은 범위의 학위 코스를 제공하고 있다:
- Agraria 농학부 (sito)
- Economia 경제학부 (sito)
- Farmacia 약학부 (sito)
- Giurisprudenza 법학부(sito)
- Ingegneria 공학부 (sito)
- Lettere e Filosofia 문학철학부 (sito)
- Medicina e Chirurgia 의학부 (sito)
- Medicina Veterinaria 수의학부 (sito)
- Psicologia 심리학부 (sito)
- Scienze della Formazione 교육학부 (sito)
- Scienze Matematiche Fisiche e Naturali 수리물리 및 자연과학부 (sito)
- Scienze Politiche 정치과학부(sito)
- Scienze Statistiche 통계학부 (sito)

## 같이 보기
- 파도바
- 코임브라 그룹